# Jean-Marc Brucato
Jean-Marc Brucato (* 31. August 1968 in Saint-Maur-des-Fossés) ist ein ehemaliger französischer Fußballspieler.

## Karriere
Brucato wechselte 1983 in die Jugendabteilung des Profiklubs FC Sochaux. Nach dem überraschenden Abstieg des Vereins 1987 in die zweite Liga rückte Brucato in den Profikader auf, wurde aber im Wesentlichen nach wie vor in der Reservemannschaft eingesetzt. Um die Stammspieler zu schonen, die den Aufstieg bereits erreicht hatten und kurz darauf im Pokalfinale standen, das im Elfmeterschießen gegen den FC Metz verloren ging, wurden zahlreiche junge Spieler am letzten Spieltag in der ersten Mannschaft eingesetzt. Dies blieb für Brucato sein einziger Einsatz für Sochaux, da er den Verein nach dem Saisonende 1988 verließ. Er unterschrieb beim ebenfalls zweitklassigen Red Star Paris. Dort wurde er zwar häufiger eingesetzt und kam auf 15 Spiele in der ersten sowie neun in der zweiten Spielzeit, wurde aber dann durch eine schwere Knieverletzung ausgebremst. Obwohl die Verantwortlichen des Vereins ihm anschließend drei Jahre Zeit gaben, sein altes Leistungsniveau wiederzuerlangen, gelang ihm dies nie. Brucato schaffte den Sprung in die erste Mannschaft nicht mehr. Angesichts dessen beendete er mit 25 Jahren seine Karriere. 
Im Anschluss daran blieb er zunächst als Jugendtrainer bei Red Star, ehe er für zwei kleine Vereine ebenfalls als Jugendtrainer aktiv war. Dabei traf er auf Bruno Naidon, mit dem er gemeinsam zur unterklassigen US Chantilly wechselte.